# Heliacria
Heliacria, monotipski biljni rod opisan 2023. godine iz porodice usnača, dio potporodice Scutellarioideae. 
Jedina vrsta je H. maritima, vijetnamski endem. 

## Opis
Heliacria Bo Li, C.L. Xiang, T.S. Hoang & Nuraliev i H. maritima Bo Li, C.L. Xiang, T.S. Hoang & Nuraliev, novi su rod i nova vrsta Scutellarioideae (Lamiaceae) endemična za obalna područja južnog središnjeg Vijetnama, opisani su i ilustrirani. Heliacria se razlikuje od ostalih pet rodova Scutellarioideae po tome što ima naviku penjačice, velike cvjetove s čisto bijelim vjenčićem, sub-aktinomorfnu čašku s pet dugih režnjeva koji su narasli i rašireni u plodovima, te oraščiće radijalno tuberkulirane na vrhu. Rod je trenutno poznat samo iz četiri provincije Vijetnama (Binh Dinh, Phu Yen, Khanh Hoa i Ninh Thuan).